# Palatoschisi
La palatoschisi è una malformazione del palato, che si presenta come una fenditura più o meno estesa (unilaterale o bilaterale) della parte anteriore del palato duro, presente fin dalla nascita. Qualora la fenditura prosegua coinvolgendo anche il labbro superiore (cheiloschisi) si parla di cheilognatopalatoschisi o labiopalatoschisi.

## Descrizione

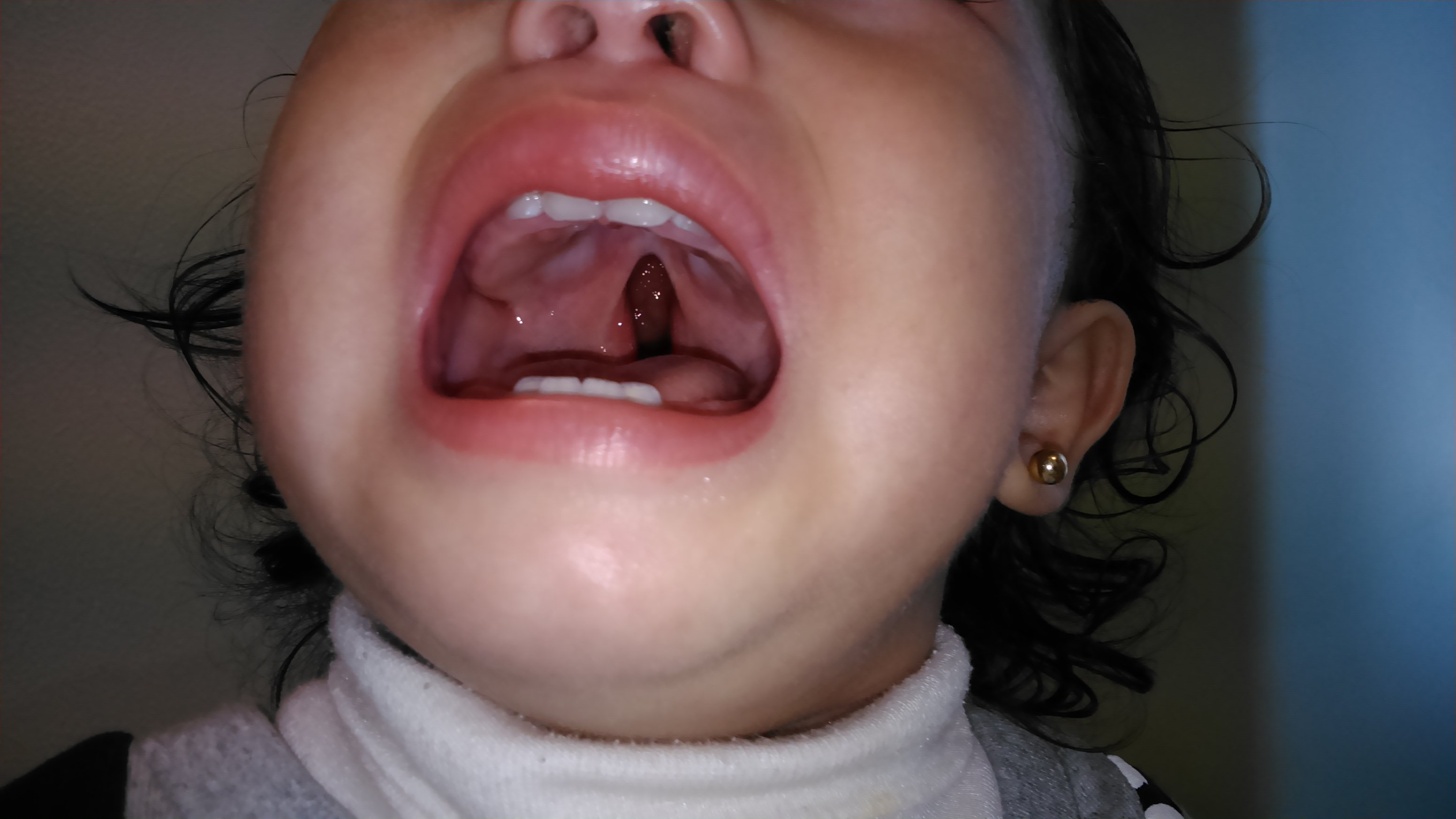
Palatoschisi

La schisi colpisce la parte mediana del palato e collega la cavità orale alle due fosse nasali e al rinofaringe. Le forme cliniche variano dalla schisi del velo, con un'incisione nella parte posteriore, a una palatoschisi completa, che si estende fino al forame incisivo. La schisi sottomucosa del palato è invece una forma specifica con deiscenza muscolare e ossea, ricoperta dalle mucose della bocca e del naso.

## Eziologia
La malformazione è di derivazione genetica al 10% e colpisce un soggetto su mille, nella maggior parte dei casi di sesso femminile. Insorge tra la 7ª e 12ª settimana di gravidanza, per un difetto nella fusione dei processi palatini. Si ritiene che le forme non sindromiche siano causate dall'interazione tra fattori genetici e ambientali. L'esposizione a sostanze teratogene durante la gravidanza (alcol, tabacco o droghe) può influenzare la suscettibilità genetica.

## Sintomi
Nei casi di schisi sottomucosa, la diagnosi è complicata anche se, sin dalla nascita, si osserva la fuoriuscita del latte dal naso e successivamente si evidenziano i disturbi del linguaggio. Nei neonati, la palatoschisi può compromettere, in modo variabile, la suzione-deglutizione. Nelle forme non sindromiche, è possibile un'alimentazione normale. Nelle forme sindromiche, sussiste il rischio di aspirazione del cibo nelle vie aeree. La schisi del velo compromette la fisiologia della tromba di Eustachio, inducendo il drenaggio incompleto dell'orecchio medio, con otiti ricorrenti e ipoacusia di tipo trasmissivo. I problemi di allineamento dei denti sono dovuti a un difetto della crescita mascellare.

## Diagnosi
Un'analisi cromosomica con microarray, dei test genici specifici o un panel di geni più ampio deve essere considerato nella valutazione dei pazienti con anomalie cranio-facciali congenite. Se i risultati di questi test non sono diagnostici, è raccomandata l'analisi dell'intero sequenziamento dell'esoma.

### Diagnosi prenatale
La si può diagnosticare a partire dal 2º trimestre di gravidanza tramite ecografia, che evidenza retrognazia della mandibola, un difetto associato a un'anomalia della circolazione del liquido amniotico. Il feto dovrà dunque essere valutato presso un centro multidisciplinare per la diagnosi prenatale, per stabilire se l'anomalia sia isolata.

### Diagnosi differenziale
La concomitante presenza di malformazioni permette di differenziare le forme isolate da quelle sindromiche. Le diagnosi differenziali si pongono con le forme sindromiche ereditarie (nel 20% dei casi), come le sindromi di Pierre Robin, di Stickler, di van der Woude e la sindrome velo-cardio-facciale.

## Gestione e trattamento
La procedura di intervento per la correzione di questa malformazione può avere inizio sin dal primo mese di vita e va comunque fatto entro i primi 18 mesi, con l'impiego di protesi che sostituiscono la funzione del palato duro o molle, in base alla gravità della malformazione, propedeutico al successivo intervento. Interventi di correzione sia del labbro e/o del palato dopo i 30 mesi risultano particolarmente difficoltosi e hanno esiti non proprio ottimali. Nella maggior parte dei casi i piccoli devono sottoporsi a cure odontoiatriche e a cicli di logopedia, specie nelle palatoschisi. Potrebbe rendersi utile il ricorso all'assistenza psicologica sia dei soggetti affetti che dei familiari. È necessario incominciare ad insegnare al bambino a parlare fin dal primo anno, senza perdersi d’animo se i risultati saranno quasi nulli, affinché sia in grado di parlare dopo l'intervento.
Prima dell’intervento chirurgico sono disponibili varie opzioni per aiutare i neonati a mangiare meglio, a seconda della deformità, tra cui: l’uso di apposite tettarelle per il biberon, un apparecchio dentale per sigillare temporaneamente il palato in modo da facilitare la suzione, un biberon che può essere schiacciato per erogare il latte e un palato artificiale che può essere modellato sulla volta palatale della bocca del neonato.

## Prognosi
La prognosi dipende dalla qualità della presa in carico iniziale e dalla regolarità del follow-up. La palatoschisi può avere conseguenze funzionali (morfologiche, fonetiche, ortodontiche, masticatorie e uditive), che necessitano di una presa in carico presso un centro medico specializzato. Le forme sindromiche, in particolare la delezione 22q11, hanno una prognosi più sfavorevole, presentando disturbi del linguaggio più gravi, che possono richiedere interventi chirurgici supplementari.